# علی حسینی (بازیکن فوتبال)
علی حسینی (زاده ۱۲ اسفند ۱۳۶۶) بازیکن فوتبال اهل ایران است.
وی سابقه عضویت در تیم‌های نیروی زمینی، سایپا البرز، داماش، راه‌آهن و پیکان را دارد.